# Boraginales
Boraginales es un grupo de plantas del grupo de las lámidas. Filogenéticamente forman un clado hermano de las Lamiales.